# Oakover (rzeka)
Oakover – rzeka w Australii, w centralnej części stanu Australia Zachodnia, w hrabstwie East Pilbara. Ma 376 km długości. Powstaje z połączenia dwóch strumieni (Stag Arrow Creek i Bulldog Creek) na terenie stacji pasterskiej Balfour Downs. Płynie głównie w kierunku północnym. Łączy się z rzeką Nullagine, tworząc rzekę De Grey. Rzeka została odkryta 30 sierpnia 1861 roku przez Francisa Thomasa Gregory'ego i nazwana przez niego, prawdopodobnie na cześć posiadłości „Oakover” nad Rzeką Łabędzią, należącej do Samuela Moore’a, położonej niedaleko od rodzinnej rezydencji Gregorych nad tą samą rzeką. W grudniu 1873 roku Peter Egerton-Warburton dotarł do źródeł rzeki, przywiązany nago do wielbłąda.